# Irish road bowling
Irish road bowling (irsk vejbowling) er en meget gammel sportsgren. Den har sin højborg i Irland – primært i County Armagh og County Cork. Der er dog også spillere i Boston, MA, Cambridge, NY og flere andre steder. 
I Irland står organisationen Irish Road Bowling Association (eller Bol Chumann na hEireann på irsk) bag vejbowling. 

## Spillet
Spillet minder minder stærkt om Bossel i Nederlandene og det nordvestlige Tyskland. Deltagerne, sædvanligvis to modstandere kaster en 28 ounce (800 g) kugle langs en landevej, op til 4 km lang, og den spiller der bruger færrest kast til at tilbagelægge distancen, vinder konkurrencen.
| Sport | Spire Denne artikel om sport er en spire som bør udbygges. Du er velkommen til at hjælpe Wikipedia ved at udvide den. |